# North Miami (Florida)
North Miami és una població dels Estats Units a l'estat de Florida. Segons el cens del 2007 tenia 56.185 habitants.

## Demografia
Segons el cens del 2000, North Miami tenia 59.880 habitants, 20.541 habitatges, i 13.577 famílies. La densitat de població era de 2.732,8 habitants/km².
Dels 20.541 habitatges en un 37,6% hi vivien nens de menys de 18 anys, en un 39% hi vivien parelles casades, en un 20,1% dones solteres, i en un 33,9% no eren unitats familiars. En el 26,9% dels habitatges hi vivien persones soles el 6,8% de les quals corresponia a persones de 65 anys o més que vivien soles. El nombre mitjà de persones vivint en cada habitatge era de 2,85 i el nombre mitjà de persones que vivien en cada família era de 3,51.
Per edats la població es repartia de la següent manera: un 28,1% tenia menys de 18 anys, un 11,3% entre 18 i 24, un 31,8% entre 25 i 44, un 19,6% de 45 a 60 i un 9,2% 65 anys o més.
L'edat mitjana era de 32 anys. Per cada 100 dones de 18 o més anys hi havia 89 homes.
La renda mitjana per habitatge era de 29.778 $ i la renda mitjana per família de 31.760 $. Els homes tenien una renda mitjana de 25.388 $ mentre que les dones 20.712 $. La renda per capita de la població era de 14.581 $. Entorn del 20,7% de les famílies i el 23,9% de la població estaven per davall del llindar de pobresa.

## Poblacions més properes
El següent diagrama mostra les poblacions més properes.